# チェーザレ 破壊の創造者
『チェーザレ 破壊の創造者』（チェーザレ はかいのそうぞうしゃ、イタリア語: CESARE Il Creatore che ha distrutto）は、惣領冬実による日本の漫画。『モーニング』（講談社）にて、2005年17号より不定期に連載されていた。イタリアを舞台にした歴史漫画である。監修はダンテ研究者の原基晶。2025年2月時点で累計発行部数は140万部を突破している。
チェーザレ・ボルジアを中心に、架空の人物を織り交ぜつつ、当時の権力者・有名人の群像劇を描いている。
単行本は作品の舞台であるイタリアでも出版されている。
2025年2月27日、『モーニング・ツー』（講談社）にて続編『カンツォニエーレ チェーザレ番外編』の連載が開始された。

## あらすじ
1491年11月、ピサのサピエンツァ大学に16歳の青年アンジェロ・ダ・カノッサが編入してきた。大学での講義の最中、周囲の空気を読めないアンジェロはその言動によってメディチ家の子息・ジョヴァンニの面子を潰してしまう。その仕返しに、ジョヴァンニに誘われた馬の遠乗りでアンジェロは騎乗している馬を暴走させられ、崖に落ちそうになる。だが、その寸前に一人の青年に助けられた。彼こそが名門貴族ボルジア家の後継者、チェーザレ・ボルジアであった。
当時のイタリアは周辺の列強諸国による干渉にさらされ、またカトリック教会も権力闘争の場となっており、800年に渡って繰り広げられたイベリア半島再征服運動（レコンキスタ）の完了を目前とした激動の時代が始まろうとしていた。そのような中、1492年、時の教皇インノケンティウス8世の崩御とそれに伴う次期教皇選挙（コンクラーヴェ）が始まる。チェーザレは父ロドリーゴ・ボルジアやメディチ家、ラファエーレ・リアーリオ枢機卿などと手を組みながら権謀術数を駆使し、自らの理想を実現するための戦いを始める。

## 解説
作者公式サイトにおける2006年10月16日付の「Work's Information」(以下「WI」) によれば、この作品は昔からいつか漫画化したいと思っていた題材で、『ES -Eternal Sabbath-』連載終了後にモーニング編集部に企画を持ち込んだのが誕生の発端となった。当初編集部は娯楽性の強いものを意図していたが、作者の希望により可能な限り史実に沿った作品が創られることとなった。その中立性・正確性からチェーザレ・ボルジアの史料として最も評価の高いグスターヴォ・サチェルドーテの著作を中心に、膨大な量の文献を原基晶と共に精査することで、物語だけでなく描画の細部に至るまで極めて史実に沿った作品に仕上げている。ルネッサンス期のイタリア、フランス、ドイツそしてレコンキスタを完遂したスペインの歴史的背景とともに、教皇と皇帝の間で、司教や修道院長の任命権を争った叙任権闘争などが丁寧に描かれている。作品の品質を維持するため不定期連載という形式が取られ、作者曰く文字数は一般の漫画作品の5倍、また単行本も他のモーニング連載作品より厚めで値段も高くなっている。
佐々木毅が単行本第3巻の帯に推薦文を、4巻巻末に解説を加えている。
イタリア出版を記念し、2007年にルッカで開催されたイタリア最大の漫画・ゲーム展覧会"ルッカコミックス&ゲームズ"では惣領と原が参加し、会見やサイン会を行っている。

## 登場人物
原則として本項目の記述は原作やWIに準拠し、それ以外に準拠する記述には※を付ける。

### スペイン団
サピエンツァ大学ピサ校におけるスペイン出身の学生団。大学内ではフランス団と勢力を二分している。全員黒い服を身に纏っているのが特徴。
チェーザレ・ボルジア (Cesare Borgia)
教皇をも輩出したスペインの大貴族ボルジア家当主、ロドリーゴ・ボルジアの次男。1475年9月13日生まれ。ラテン語では、ローマ帝国の礎を築いたカエサルと同じ名前となる。戸籍上は別の人物が父親となっているが、ロドリーゴの庶子であることは周知の事実である。キリスト教世界では結婚に依らず設けられた子供（庶子）は不義の子とされるため、ロドリーゴの権勢を後ろ盾にしてもなお立場上の制約を強いられている。美しい顔立ちと黒髪が特徴。幼い頃から徹底的な英才教育を受けており、イタリア語・スペイン語・ラテン語・ギリシア語など複数の語学に堪能。様々な政治的策略を巡らすなど頭脳明晰で、武芸や格闘にも秀でている。長男は軍人（家督の継承）、次男以下は聖職者と言う当時の貴族の慣習に従い、枢機卿になるべく大学で教会法と市民法を学んでいる。そのかたわら、家長である自身の父ロドリーゴ・ボルジアを教皇に就任させるべく様々な人物と交渉し、若いながらもボルジア家の一員として激しい権力争いに日々策を巡らしている。
スペイン団の団長であり、フィオレンティーナ団の団長ジョヴァンニとはライバルの関係にあるが、基本的にジョヴァンニとは付き合いも長く、友好的な間柄である。また同じくフィオレンティーナ団の団員アンジェロに興味を覚え、何かと目をかけては親切にしている。アンジェロとの関係は、あくまで利用価値のある手駒としか見ていないように振舞っている筈なのだが、実際には自分のために負傷した彼に素直に詫びて手を尽くすなど、複雑な心境を覗かせている。
普段は冷静沈着で大人びた雰囲気を崩さないが、時折アンジェロやジョヴァンニを戯れにからかって遊ぶなど、年相応の無邪気さも持ち合わせている。
キリスト教徒でありながら異文化の影響も受け入れる合理的かつ柔軟な考えの持ち主。普段は冷静沈着だが内にはスペイン人らしい熱い激情と矜持を秘めており、腐敗した教会や頑なまでに偏狭的なキリスト教至上主義者に激しい憤りを覚えてつつも、その変革のために自身の枢機卿就任を希求している。上辺では礼儀正しく誰とも友好的に接しつつ、内心では無能な者を徹底的にこき下ろす一面が見られる。
ミケロット・ダ・コレッラ (Michelotto da Corella)
スペイン団のナンバー3で、チェーザレの腹心。チェーザレが信頼を寄せる数少ない人物である。本作品ではチェーザレと同い年という設定。釣り目に三白眼、鋭利で冷静沈着な性格、基本的に誰にも心を許さず容易には本心を明かさないが、実は笑い上戸で、特に心を許した者には気さくな面もみせる。
チェーザレの側付きを求めていたロドリーゴによって、7歳の時にヴァレンシア近郊の孤児院から連れられてきた。チェーザレの身辺警護部隊であるスペイン団のサブリーダー的役割を担う。ボルジア家の若手の精鋭の中でも特に優秀であり、チェーザレに危害を及ぼそうとする者は躊躇なく命を奪う。傍からは兄弟のようにも見えるほどにチェーザレと仲が良いが、己があくまでチェーザレの臣下であることを弁えている。ユダヤ人であるがゆえに当時のキリスト教社会においてチェーザレがいかに常人離れしているかも理解しており、そんな彼に付き従っていくことを自身の生きる理由として見出すことへの異常さも自覚している。
「ミケロット」とは「偉大なるミケーレ（Michele、ミカエルを指す）」といった意味のイタリア語の愛称である。彼に親しい者からは、スペインの読み方である「ミゲル」 (Miguel) と呼ばれている。
アンジェロの如才、そして馬鹿正直なまでの素直な性格、並びに大胆な行動に興味を覚え、次第に交友を深めていく。
実在の人物（「ドン・ミケロット」の呼称で有名）だがその実像には謎が多いため、「ユダヤの没落貴族の息子」などの設定は一部の学説に基づいた上での、特に異教徒問題に焦点を当てようという意図による作者の創作である。
フランチェスコ・レモリネス (Francesco Remolines)
チェーザレの護衛兼家庭教師（大学の学生ではなく、厳密にはスペイン団団員ではない）で、他の団員よりも年長。レリーダ出身で、レリーダ大学・サピエンツァ大学ピサ校の教授資格を持っている。冷静沈着で、チェーザレの参謀的存在。
ホアン・イル・シレンツィオ (Juan il Silenzio)
チェーザレの1年年長の従兄で、スペイン団のナンバー2。温厚な性格であり、学業も非常に優秀である。チェーザレの片腕として、次期教皇選挙での票集めのために各有力者へ働きかけるなどの活動をしている。この呼称はスペイン語で「寡黙なるホアン」という意味で、作中では基本的に「シレンツィオ」と言う呼称で統一されている。作中にホアンという名前の人物が多数登場するため、その識別のために創作された架空の呼称で、史実に基づくものではない。
アルバロ (Alvaro)
スペイン団団員の一人。髪は黒く短い。常にチェーザレの身辺で警護している。
フェリペ (Felipe)
スペイン団団員の一人。髪は濃茶色の巻き髪で、目が細い。常にチェーザレの身辺で警護している。

### フィオレンティーナ団

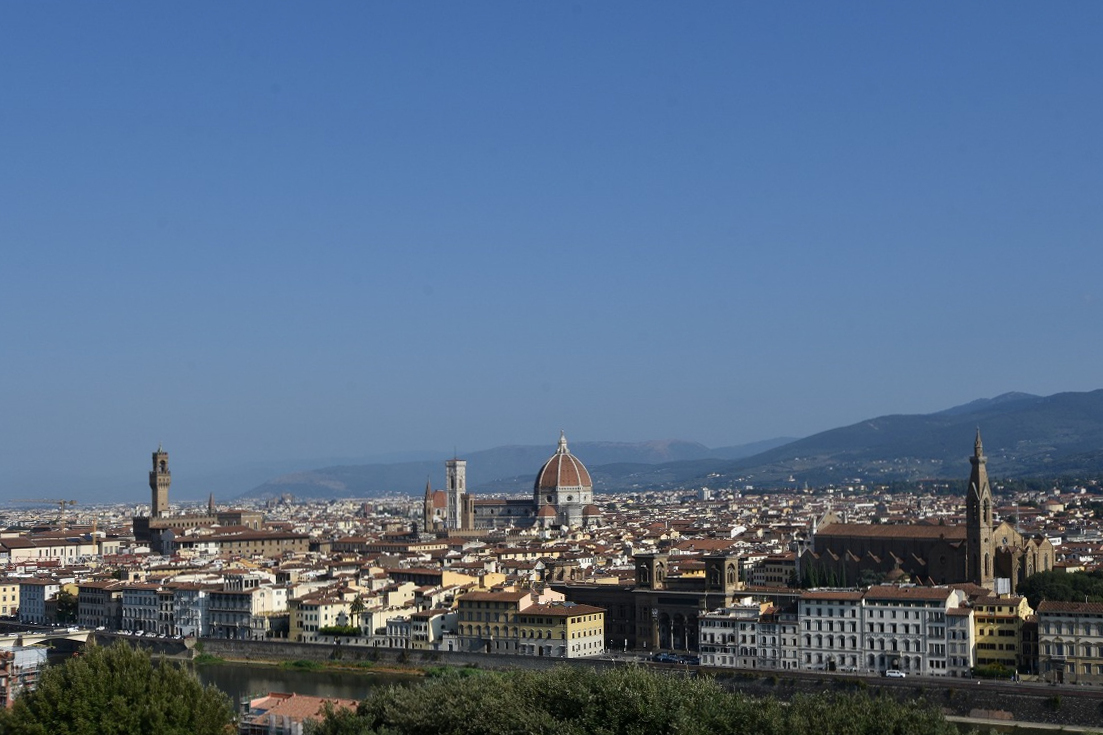
ミケランジェロ広場から望む、現在のフィレンツェ。

サピエンツァ大学におけるフィレンツェ共和国（「フィオレンティーナ」とはフィレンツェの古称）出身の学生団。全員で42名。大学がメディチ家によって設立されたため建前上は大学内で一番権威があるのだが、実際には本国の軍事力の弱さにより勢力は小さい。
アンジェロ・ダ・カノッサ (Angelo da Canossa)
フィレンツェ出身の学生。作品全体の狂言回しの役割を担っている。特に物語の序盤は、日本の一般読者にとってなじみの薄い作品世界を紹介するため、世間知らずで田舎から出てきたばかりの彼の視点から語られる形式を取っている。
1475年3月13日生まれ。そのため、チェーザレやジョヴァンニと同い年である。地方行政官の父と石工の娘である母との間に生まれる。6歳の時に母を亡くし、母方の祖父に引き取られる。アンジェロを父親と同じ行政官にしようという祖父の意向で文法学校に通い、ラテン語と算術を習う。更には、祖父が「サン・マルコ修道院」の修復に参加した際にロレンツォ・デ・メディチから力量を認められたこともあり、メディチ別邸で開かれている高名な学者の講義を受けるようになる。そこでロレンツォに見込まれ、厚意によって「サピエンツァ大学」に通わせてもらうこととなる。
洞察力に富み、真面目で礼儀正しく、心優しい性格。その一方で職人気質の祖父の影響により頑固な面もみられる。育ってきた環境が異なるため、学園生活では少々世間知らずな面が見られる。おまけに周囲の空気を読めず、思ったことをすぐに口にしてしまう性癖のため、何かと騒動の種となっている。本作においてその度にチェーザレやスペイン団に助けられ、交流を持つようになった。そのため、スペイン団が絡む策謀や事件に巻き込まれていく。
ジョヴァンニ・デ・メディチ (Giovanni de' Medici)
ロレンツォ・デ・メディチの次男で、フィオレンティーナ団団長。母方から名門貴族オルシーニ家の血統も継いでいる。将来の枢機卿就任が約束されている身分であるため、チェーザレを除く周囲の学生からは「閣下」と呼ばれている。やや小太り。勉学に熱心で学識は豊富、風流や芸術をこよなく愛する一方で、武芸や格闘などの荒事は苦手。
物語序盤では、授業の最中に新入りのアンジェロが、優等生であるジョヴァンニを皆の前で図らずも侮辱した形となったため、事故に見せかけた制裁を行うなど高慢な一面もみられた。しかし、基本的には争いを好まぬ温厚で心優しい性格の持ち主であり、付き合いが長くなるにつれ、アンジェロの能力を次第に認め、友人として受け入れてゆく。
将来の出世は安泰である身だが、叔父ジュリアーノがパッツィ家の陰謀によって暗殺されたこともあって権力争いの凄惨さは身を以って知っており、自身の出世や権力に対する恐怖心を拭えないでいる。
ドラギニャッツォ (Draghignazzo)
フィオレンティーナ団団員。ジョヴァンニの親戚筋で、第一の側近でもある。アンジェロ達より2年年長。嫌味で、かつ権力者には媚びへつらう卑屈な性格。
ロベルト (Roberto)
フィオレンティーナ団員。博識でかなりの情報通。
ジョヴァンニやドラギニャッツォに指示されたこともあるが、元々面倒見のいい性格のようで、世間知らずなアンジェロを常々気遣ったり面倒を見たりしている。また同じく平民身分の出身でありながら、飄々とした態度を取れるアンジェロを羨ましく思っている。

### ボルジア家
ロドリーゴ・ボルジア (Rodrigo Borgia)
ヴァレンシア・ハティヴァ出身で、スペインの名門貴族であるボルジア家の当主。チェーザレの父。
母方の伯父は教皇カリストゥス3世。その伯父の権威によって枢機卿に就任し、聖職禄と東方貿易によって莫大な富を築いた。
新興勢力であるボルジア家を率い、インノケンティウス8世亡き後の教皇の座を巡り、コンクラーヴェの投票権を持つ枢機卿に次々と買収を仕掛けている。
説得力や交渉力、行動力に富んでいる。聖職者らしからぬ強欲で色好みの性格ではあるが、我が子(三男ホアンを除く)には深い愛情を持って接している。
ルクレツィア・ボルジア (Lucrezia Borgia)
ロドリーゴの娘で、チェーザレの5歳下の妹。母譲りの美貌のためにその名は広く知れ渡っている。
父ロドリーゴから溺愛され、深い愛のもとに甘やかされつつ大切に育てられた。純粋無垢な反面、感情的でワガママな面が見られる。ルクレツィア本人はブラコンと形容できるほど兄チェーザレに依存しており、あまり自分を省みようとしないチェーザレに対し複雑な心情を持っている。
ヴァレンシアの貴族ケルビーノ・センテーレスと結婚する予定。
従来の歴史観では、ルクレツィアは父や兄によって権力闘争の道具として翻弄された悲劇の女性と言う認識が一般的であった。しかし文献を精査した結果、意志の強い女性でもあったことが確認され、作中の性格設定で反映している。また聖女を意識して編み込んだ当時の女性の髪型ではなく、ルクレツィアの肖像画を参考に、女性の魅力を引き出した流した髪型にしている。
ホアン・イル・サヴィオ (Juan il Savio)
ロドリーゴの従兄弟かつ側近。ロドリーゴの傍で政略の補佐をしている。また気配りの出来る人間で、ロドリーゴをたしなめる事もある。この呼称はスペイン語で「賢明なるホアン」という意味で、作中では基本的に「サヴィオ」と言う呼称で統一されている。作中で「ホアン」という名の人物が多数登場するため、その識別のために創作された架空の呼称で、史実に基づくものではない。
ホアン・ボルジア (Juan Borgia)
ロドリーゴの三男で、チェーザレの年子の弟。名前はイタリア語読みではジョヴァンニ。歴史学的には彼の生年は明らかではないが、本作では文献を精査した上で最も史実である可能性の高い年齢を設定している。
兄以上に奔放で既にローマでは浮名が回っている模様。神童と称されるチェーザレとは較べようもなく、総じて凡庸。遊び人の放蕩息子で、父ロドリーゴからも半ば見放されている。常日頃から優秀な兄達と比較される事に辟易している。
ジュリア・ファルネーゼ (Giulia Farnese)
イタリアの地方貴族であるファルネーゼ家出身。愛称は「ジュリア・ベッラ」（Giulia Bella、「美しいジュリア」の意味）。兄にアレッサンドロがいる。
幼くして父ピエル・ルイジを死別し、婚約者であるオルシーノの家族に引き取られたものの、義父であるルドヴィーゴ・オルシーニも亡くし、義母アドリアーナの親戚であるロドリーゴに引き取られる。その後ボルジア邸の星の間でオルシーノと結婚式を挙げる。が、それは偽装で、実は結婚前からロドリーゴと愛人関係にある。
ルクレツィアの貴重な話し相手であり、ルクレツィアに貴族の女性としての生き方・処世術を色々と教えたりしている。
アドリアーナ・デル・ミラ (Adriana dell Mila)
ロドリーゴの親戚で、オルシーノの母。夫を亡くした後ロドリーゴに引き取られ、ロドリーゴの子供達の教育係を任されている。厳格な性格の持ち主で、子供達からは敬遠されている。
ヴァノッツァ・カッターネイ (Vanozza Cattanei)
チェーザレ・ボルジアの生母。本名はジョヴァンノッツァ (Giovannozza)。聖職者であるロドリーゴに長年連れ添ってきた愛人で、その間に4男1女をもうけた。そのため世間では娼婦と非難されているが、ミゲル曰く「慈悲深く聡明で心美しい」女性。物語開始の時点（1491年）ではロドリーゴとは疎遠になっている模様。
ペドロ・ルイス・ボルジア (Pedro Luis Borgia)
ロドリーゴの長男で、作中では既に故人。ロドリーゴの兄の名前をそのまま受け継いでいる。イタリア語読みでは「ピエル・ルイジ」 (Pier Luigi)。生母・生年には諸説あるが、本作では1463年にヴァノッツァが産んだという設定。
当時のボルジア家とスペイン王家（当時スペイン国土を二分していたアラゴン王国王子フェルナンド2世とカスティーリャ王国王女イサベル1世の結婚のより王家自体は統一されていた）との対立関係を改善するため、10代の頃から王家の軍臣として仕える。また、ボルジア家が私費を投じて結成したヴァレンシア軍を率いてレコンキスタに参加する。1485年のマラガの戦いにおいては、わずか22歳にして難攻不落であったロンダ要塞の攻略に成功する。また指揮官でありながら先頭に立って戦闘に参加し、城内一番乗りを果たす。この功績や武勇からスペインでは英雄扱いされ、王家からはガンディア公爵の地位を与えられた。だが、これを境にボルジア家が勢力を拡大することを恐れられたため、1488年にスペイン王家によって暗殺された。
チェーザレはこの兄を深く尊敬している。

### ボルジアの敵対勢力
ジュリアーノ・デッラ・ローヴェレ (Giuliano della Rovere)
イタリアの名門一族デッラ・ローヴェレ家出身でシクストゥス4世の甥。またインノケンティウス8世の親族でもある。平民出身でありながら叔父やフランチェスコ会の後ろ盾を得て枢機卿まで昇り詰めた。
信仰心が厚く頑固者である。派手好きで財力に物を言わせる俗物的なボルジア家を毛嫌いしている。ロドリーゴと次期教皇の座を巡って争っている。
パッツィ家の陰謀の首謀者の一人であり、また将来の災いの芽を摘むためにチェーザレ暗殺を企てるなど、目的のためには手段を選ばない側面がある。
宗教的堕落を嫌い、厳格な信仰を他者にも求めるため、反発する者も多い。また、相手を問わない強引な手法のために、一部の親族からも煙たがられている。その一方で即断を求められる場面では彼の力量が重宝されることも多い。
ジローラモ・サヴォナローラ (Girolamo Savonarola)
ドメニコ会の修道士。内科医であり哲学者であった祖父の影響を受けて、厳格な考えを持つようになる。
清廉を求め、本来の信仰に立ち返るようフィレンツェ市民に訴えている。当時の堕落しきった俗人社会に飽いていたフィレンツェに新しい風を呼び込みつつあり、フィレンツェ市民から熱狂的な支持を集めている。その熱狂ぶりはフィレンツェを実質支配していたメディチ家ですら無視できず、批判の矛先であったロレンツォさえもサヴォナローラに迎合し始める程である。
アンリ (Henri)
サピエンツァ大学でスペイン団と勢力を二分するフランス団の首領格で、大柄な体格。マルセイユ出身。かつてイベリア半島から侵入してきたイスラム勢力をトゥール・ポワティエ間の戦いで破ったフランスの子孫であることを誇っている。
排他的で偏狭なキリスト教信奉者であり、かつ大国主義的な思想の持ち主で、イスラムやユダヤなどの異教徒、更に未だに国土の一部をナスル朝に支配されイスラムの文化的影響も受けたスペイン人や、力のない小国出身者を見下している。大国であるフランス出身であることを何よりも誇りに思っている。その非常に荒々しい性格は、些細なことで自分や祖国を侮辱した（と思い込んだ）アンジェロやチェーザレを襲撃するほどである。しかしチェーザレにより返り討ちにされる。
ジャン・バリュー (Jean Balue)
サピエンツァ大学のフランス団団員。叔父は枢機卿のジャン・バリュー（1421年 - 1491年）。アンジェの司教座聖堂助祭。ジュリアーノ・デッラ・ローヴェレの密命を受け、ボルジアへの敵対工作を行っている。普段は大国フランス出身の貴族である身分を威光にして尊大に振舞っているが、実際は気弱な性格。
ピエール・バリュー (Pierre Balue)
フランス団団員で、ジャンの弟。庶子。気弱な性格。
ベルナルド (Bernardo)
サピエンツァ大学ロンバルディア団の団長。騎士道を重んじる清廉潔白な人物。フォルリ出身であり、カテリーナ・スフォルツァの命により、ミラノのアスカーニオ・スフォルツァに仕えている。
シャルル8世
フランス王国の国王。自らをアレクサンドロス大王の生まれ変わりであり、神より選ばれた存在であると信じている。21歳にしてブルターニュ公国の女公アンヌとの婚姻により領土を拡大し、ますます血気盛んになっている。
アンヌ・ド・ボージュー
シャルル8世の姉。野心を深める弟に対し憂慮している。

### その他
ラファエーレ・リアーリオ (Raffaele Riario)
枢機卿の一人。シクストゥス4世を母方の大伯父に持ち、ジュリアーノ・デッラ・ローヴェレとは縁戚関係にある。またピサ大司教を務め、その邸宅にチェーザレ達スペイン団団員を住まわせている。
1478年のロレンツォ暗殺未遂事件はラファエーレのフィレンツェ訪問を契機に実行されたため、メディチ家からは危惧と憎悪の対象となっている。ただしラファエーレ自身は知らない間にジュリアーノやシクストゥス4世、叔父のジローラモによって利用されただけと主張している（※史実でも実際にラファエーレが計画に加担していたかは定かではない）。
日頃から高圧的なジュリアーノの態度に辟易しており、チェーザレの買収工作によりボルジア家と内通し始めている。
チェーザレに対し、同性愛を匂わせるような深い関心を持っている。
ロレンツォ・デ・メディチ (Lorenzo de' Medici)
フィレンツェ共和国の実質的な支配者で、その偉大な指導力は周辺諸国との力の均衡に多大な影響を与えている。
フィレンツェを襲ったパッツィ家の陰謀の首謀者一味であるデッラ・ローヴェレ家を憎悪しており、その宿敵であるボルジア家への全面的な支援を約束する。
登場当初の時点で、政務を執ることもままならぬ程の酷い痛風に侵されて心身共に衰えつつあり、その指導力に陰りが見られる。
ピエロ・デ・メディチ
ロレンツォの嫡男で、次期メディチ家当主。ジョヴァンニの兄。父からは市民とともに歩むことを期待されるが、母から市民への不信感を吹き込まれて育っている。貴族の血を引いているという意識が強く、父の死後、母の実家オルシーニ家に接近し、方針を大きく転換する。
オルシーノ・オルシーニ (Orsino Orsini)
名門貴族オルシーニ家の傍流の血筋にあたる。
幼馴染で妻であったジュリアを事実上の義父であるロドリーゴに寝取られたことを知り、エルサレムへ逃避行してしまう。
この名は姓を単数形にしたものであり、トスカーナ地方での習慣に基づいたものと思われる（同様の例としてガリレオ・ガリレイなどが挙げられる）。
アスカーニオ・スフォルツァ (Ascanio Sforza)
ミラノ出身の枢機卿。ジュリアーノ・デッラ・ローヴェレに反対されつつも、ロドリーゴの力添えにより枢機卿に就任する。
クリストーフォロ・ランディーノ (Cristoforo Landino)
フィレンツェ出身の人文学の権威。ダンテの「神曲」研究の第一人者と称される。
チェーザレらが通う大学で講義を受持っており、普段は授業を欠席しがちのチェーザレもランディーノの講義は出席している。
チェーザレにカノッサの屈辱やダンテ・アリギエーリに関する個人的な講義を行い、深い感銘を与える。
クリストーバル・コロン (Cristóbal Colón)
「クリストーバル・コロン」はスペイン語読み。腕利きの船乗りで、1492年にはスペイン王家の許可を得てジパングへ航海する予定。かつて、当時7歳だったミゲルをヴァレンシアからローマに連れて行った。レコンキスタが完了すればユダヤの迫害が強まるとして、ミゲルを航海に誘うも断られる。
レオナルド・ダ・ヴィンチ (Leonardo da Vinci)
受胎告知を描いた有名なフィレンツェ出身の画家・科学者。左右が逆となった鏡文字を書く。
詭弁じみた言葉の綾で、チェーザレを翻弄する。「人の心を操る魔術師」。
ニッコロ・マキャヴェッリ (Niccolò Machiavelli)
ドメニコ会に所属する青年。普段は「ニッコロ・ディ・モンテ・カッシーノ」(Niccolò di Monte Cassino) という偽名を使っている。
その正体は、ロレンツォ・デ・メディチの命によってドメニコ会に潜伏し、ピサの情勢を調べる密偵である。
マリア (Maria)
アンジェロの自宅で働く初老の家政婦。長年に渡ってアンジェロの家族に仕えている。普段は愚痴が多いが、実際にはアンジェロを実の肉親のように想っている。
ミケランジェロ・ボナロッティ
ギルランダイオの工房で働く若き彫刻家。本作品ではアンジェロの幼馴染みとして登場する。

## 書誌情報

### 単行本
- 惣領冬実 『チェーザレ 破壊の創造者』 講談社〈KCデラックス / プレミアムKC[注 2]〉、全13巻
  1. 2006年10月23日発売[6]、ISBN 4-06-372201-5
  2. 2006年10月23日発売[7]、ISBN 4-06-372202-3
  3. 2007年4月23日発売[8]、ISBN 978-4-06-372287-1
  4. 2007年11月22日発売[9]、ISBN 978-4-06-372396-0
  5. 2008年7月23日発売[10]、ISBN 978-4-06-375523-7
  6. 2008年11月21日発売[11]、ISBN 978-4-06-375604-3
  7. 2009年8月21日発売[12]、ISBN 978-4-06-375750-7
  8. 2010年10月22日発売[13]、ISBN 978-4-06-375987-7
  9. 2012年4月23日発売[14]、ISBN 978-4-06-376629-5
  10. 2013年3月22日発売[15]、ISBN 978-4-06-376795-7
  11. 2015年1月23日発売[16]、ISBN 978-4-06-377119-0
    - 限定版：同日発売[17]、ISBN 978-4-06-362289-8

  12. 2019年6月21日発売[18]、ISBN 978-4-06-515092-4
  13. 2022年1月21日発売[19]、ISBN 978-4-06-526449-2
- 惣領冬実 『カンツォニエーレ チェーザレ番外編』 講談社〈モーニングKC〉、2025年7月23日発売[20]、ISBN 978-4-06-540042-5

### ガイドブック
- 監修：惣領冬実、原基晶、橋本麻里 『チェーザレ・ボルジアを知っていますか?』 編集：モーニング編集部、講談社、2013年8月29日発売[21]、ISBN 978-4-06-218284-3

## ミュージカル
2020年4月、明治座において公演予定だったが新型コロナウイルス感染拡大の影響で全公演中止となった。ミュージカル公演は中止となったが、同年7月11日、12日に、ミュージカルで主演予定だった中川晃教をメインに、ゲストとして横山だいすけ・山崎大輝・井澤勇貴・近藤頌利を迎えて、ミュージカル『チェーザレ 破壊の創造者』のナンバーと名作ミュージカルの楽曲を披露する「中川晃教コンサート2020 feat.ミュージカル『チェーザレ 破壊の創造者』」が公演された。
2023年1月7日から2月5日に明治座にて上演された。

### キャスト（ミュージカル）
- チェーザレ - 中川晃教
- ミゲル - 橘ケンチ（EXILE）
- アンジェロ・ダ・カノッサ - 赤澤遼太郎、山崎大輝
- ジョバンニ・デ・メディチ - 鍵本輝、風間由次郎
- ドラギニャッツォ - 本田礼生、近藤頌利
- ロベルト - 健人、木戸邑弥
- ダンテ・アリギエーリ - 藤岡正明
- ロレンツォ・デ・メディチ - 今拓哉
- ラファエーレ・リアーリオ - 丘山晴己
- ハインリッヒ7世 - 横山だいすけ
- ジュリアーノ・デッラ・ローヴェレ - 岡幸二郎
- ロドリーゴ・ボルジア - 別所哲也
- アンリ - 山沖勇輝、稲垣成弥
- ランディーノ教授 - 武岡淳一
- アンサンブル - 石井雅登、植木達也、大久保祝臣、小原悠輝、後藤光葵、高山裕生、中島大介、溝口雄大、矢木俊也、山川大智、渡部又吁、安里唯、小野田真子、平川はる香、横関咲栄

### スタッフ（ミュージカル）
- 原作 - 惣領冬実「チェーザレ 破壊の創造者」（講談社「モーニング」連載）
- 原作監修 - 原基晶
- 脚本・作詞 - 荻田浩一
- 演出 - 小山ゆうな
- 作曲・音楽監督 - 島健